# Cooperación industrial entre Alemania y Japón antes de la Segunda Guerra Mundial
En los años previos al estallido de la Segunda Guerra Mundial en Europa en 1939, hubo un desarrollo colaborativo significativo en la industria pesada entre las empresas alemanas y sus contrapartes japonesas como parte de las relaciones en evolución de las dos naciones. Este fue un factor importante para la capacidad de Japón para explotar rápidamente materias primas a las zonas del Imperio del Japón que recientemente habían estado bajo su control militar.

## Fábricas del Grupo Lurgi
La Nippon Lurgi Goshi KK fue una empresa japonesa del período involucrada en la cooperación entre Japón y Alemania. El grupo industrial alemán Lurgi AG era un socio, y era la oficina de Lurgi en Tokio. El Subcomité de Objetivos de Inteligencia Combinada de Estados Unidos y Reino Unido lo investigó más tarde.
A principios de 1942, los japoneses adquirieron todas las patentes de carbonización a baja temperatura de Lurgi para Japón, Manchuria y China. El acuerdo otorgó a los japoneses el derecho a construir plantas y un uso exclusivo de patentes. Los japoneses realizaron un pago fijo de aproximadamente 800.000 Reichsmarks, suma que fue liquidada a través del gobierno alemán. Uno de los objetivos era el aceite sintético. Por ejemplo, la planta de South Sakhalin Mining and Railway Company en Naihoro/Oichai en Karafuto quizás motivó la concesión de licencias: el lignito del sur de Karafuto con un contenido de alquitrán de parafina (alrededor del 15%) y bajo contenido en agua, era adecuado para la hidrogenación.
- Mitsui Kosan KK Miiki (Ohmura) operó desde aproximadamente 1939. Lurgi AG instaló una planta de carbón activado para operar con el proceso Fischer-Tropsch. Se produjeron coque y gas de agua, y los hornos de coque fueron construidos por Koppers.
- La planta de esquisto en Fushun (Bujum en japonés), Manchuria, fue capaz de producir 200.000 toneladas anuales de petróleo de esquisto. La Armada Imperial Japonesa también tenía interés en producir algo de gasoil y gasolina, en pequeñas cantidades.
- La planta de Manshu Gosei Nenryo en Chinchow (Kinshu), era una planta adaptada al proceso Fischer-Tropsch que producía alrededor de 30.000 toneladas por año, en línea desde aproximadamente 1940.
- Cerca de Beijing, en Hopei, la fábrica de Kalgari iba a producir carbón bituminoso. También podría utilizarse el carbón de Mengjiang de las minas de Chahar-Suiyuan.
- Al parecer, se planificó la construcción de una planta de gasificación en Rumoe, en Hokkaidō.
- La Chosen Sekitan KK en Eian fue una pequeña planta de carbonización a baja temperatura que procesaba alrededor de 600 toneladas de carbón por día. Esta planta producía entre 15.000 y 20.000 toneladas anuales de alquitrán de hulla.

## Koppers
La Ube Yuka Kogya KK (n.º 2), en Ube era una planta de carbonización de baja temperatura, con una planta de amoniaco sintético. Esta fue una colaboración con Heinrich Koppers AG de Essen.

## Colaboración tecnológica militar germano-japonesa

### Aviación
Se sabe que Japón y Alemania firmaron acuerdos de colaboración tecnológica militar, tanto antes del estallido de la Segunda Guerra Mundial en 1939, como durante el conflicto. Sin embargo, el primer intercambio de tecnología aérea ocurrió durante la Primera Guerra Mundial cuando Japón se unió contra Alemania del lado de los Aliados, y Alemania perdió un avión Rumpler Taube en Tsingtao, que los japoneses reconstruyeron como el Isobe Kaizo Rumpler Taube, así como un LVG, conocido por los japoneses como el Seishiki-1, en 1916.
Después de que terminara la guerra, los japoneses compraron licencias para el Hansa-Brandenburg W.33 que se construyó como el Yokosho Navy Tipo Hansa en 1922, y como el Aichi Tipo 15-ko "Mi-go" en 1925.
Durante la Segunda Guerra Mundial, la Armada Imperial Japonesa intercambió un hidroavión de reconocimiento Nakajima E8N "Dave" (en sí mismo un desarrollo multigeneracional del Vought O2U a Alemania, visto más tarde en las marcas británicas en el asaltante alemán Orion, y algunas fuentes mencionan el probable envío de un Mitsubishi Ki-46 "Dinah", entre otras armas.
Otros ejemplos:
- La compañía alemana Focke-Wulf envió un Focke-Wulf Fw 190 A-5, y fue contratada para enviar un Focke-Wulf Fw 200 V-10 (S-1) o Focke-Wulf Ta 152.
- La compañía Heinkel envió ejemplos del Heinkel He 50 A (fabricado en Japón por Aichi como D1A1, nombre en clave aliado "Susie"), Heinkel He 70 "Blitz", Heinkel He 111fs, Heinkel He 112 (V12,12 B-0, Designación japonesa A7He1), Heinkel He 100 D-1 (en Japón designado AXHe1), Heinkel He 116 (V5/6) y Heinkel He 118 (DXHe/Yokosuka D4Y Suisei), Heinkel He 119 V7 y V8, Heinkel HD 25, Heinkel HD 62, Heinkel HD 28, Heinkel HD 23, Heinkel He 162 "Volksjager" bajo la variante denominada Tachikawa Ki 162, y Heinkel He 177 A-7 de diseño "Greif".

- La compañía Bücker envió su Bücker Bü 131 Jungmann que en Japón fue designado como Kokusai Ki-86 (Ejército) o Kyūshū K9W (Armada).
- Dornier envió su Dornier Do 16 Wal (en Japón fabricado por Kawasaki como el KDN-1), el Dornier Do N construido como el bombardero pesado Kawasaki Tipo 87 y el Dornier Do C.
- Fieseler envió el Fieseler Fi-103 Reichenberg y el Fieseler Fi 156 Storch (rediseñado por los japoneses y producido como Kobeseiko Te-Gō).
- La empresa Junkers envió su Junkers K 37 (desarrollado por los japoneses como Mitsubishi Ki-1 y Ki-2), Junkers G.38b K51 (diseño japonés Mitsubishi Ki-20), Junkers Ju 88 A-1, Junkers Ju 52, Junkers Ju 87 A, Junkers Ju 86 e hizo ventas de sus diseños Junkers Ju 290, Junkers Ju 390 y Junkers Ju 488.

- La empresa Messerschmitt vendió el Messerschmitt Bf 109 E-3/4, el Messerschmitt Bf 110, el Messerschmitt Me 210 A-2, el Messerschmitt Me 163 A/B "Komet" (un diseño japonés basado únicamente en los dibujos parciales recibidos fue el Mitsubishi J8M/Interceptor de cohetes Ki-202 Shusui) y el Messerschmitt Me 262 A-1a cuyo diseño influyó en el Nakajima Ki-201 Karyu; y estudió la posibilidad del uso del Messerschmitt Me 264. También se envió el diseño del Messerschmitt Me 509, que puede haber influido en el diseño del avión de reconocimiento Yokosuka R2Y1 Keiun.
- La empresa Arado envió un ejemplar de Arado Ar 196 A-4, que había sido canjeado por el Nakajima E8N.
- Focke-Achgelis envió su diseño Focke-Achgelis Fa 330 Bachstelze, un avión de observación para submarinos y otros ejemplos de aviones.

En lo que respecta al equipamiento de aviones, el caza del ejército japonés Kawasaki Ki-61 Hien ("Tony") utilizó un motor Daimler-Benz DB 601A construido bajo licencia, lo que hizo que los aliados creyeran que era un Messerschmitt Bf 109 o un Macchi M.C.202 Folgore italiano hasta que examinaron los ejemplos capturados. También estaba equipado con cañones Mauser MG 151/20 de 20 mm también construidos bajo licencia.

### Cohetes
Según mensajes descifrados de la embajada japonesa en Alemania, se enviaron doce cohetes V-2 (A-4) desmantelados a Japón. Estos salieron de Burdeos en agosto de 1944 en el U-219 y U-195 y llegaron a Yakarta en diciembre de 1944. El experto civil en V-2, Heinz Schlicke, era un pasajero en el U-234 cuando partió de Kristiansand, Noruega hacia Japón en mayo de 1945, en breve antes de que terminara la guerra en Europa. Se desconoce el destino de estos cohetes V-2.

### Vehículos
Hay otros casos de intercambio de tecnología militar. El Ho-Ru SPG con cañón AT de 47 mm, se parecía al cazacarros alemán Hetzer combinado con pasadores de guía de rueda como el T-34. Los cazacarros pesados Ho-Ri I y II, armados con un cañón de 105 mm, parecen haber sido influenciados por los tanques pesados alemanes Jagd Elefant y Jagdtiger. El tanque mediano Tipo 4 Chi-To, armado con un cañón de 75 mm, y el tanque mediano Tipo 5 Chi-Ri, armado con un cañón de 75 u 88 mm, fueron influenciados por los tanques alemanes Panther, Tiger I y Tiger II. El transporte de personal blindado semioruga Tipo 1 Ho-Ha era similar al alemán Sd.Kfz. 251.
El embajador japonés, el general Hiroshi Ōshima, en nombre del ejército japonés, compró un ejemplo del tanque Panzerkampfwagen PzKpfw VI Ausf E Tiger I con equipo adicional.

### Submarinos
La Armada Imperial Japonesa recibió ejemplos del submarino alemán Tipo IX D2 Ausf "Monsun" y otros submarinos, incluidos el U-511 (RO-500) y el U-1224 (RO-501) del Tipo IXC, y después de la rendición alemana, internó a los Tipo U-181 (I-501) y U-862 (I-502) de IXD2, los submarinos italianos capturados Comandante Cappellini, (I-503) y Luigi Torelli (I-504), que se habían convertido en U-boats extranjeros UIT- 24 y UIT-25, y el submarino alemán Tipo X U-219 (I-505), el Tipo IXD1 U-195 (I-506). Japón también recibió cañones antiaéreos Flakvierling, con un V-2 desarmado, etc.
La Armada japonesa recibió más tarde en las últimas etapas de la guerra de los alemanes, alguna tecnología avanzada de clase "Elektro-boote" Tipo XXI para los modelos diseñados The Sen Taka (submarino, alta velocidad) y Sen Taka Sho (submarino, alta velocidad, pequeño), en alta ráfagas de velocidad, podía correr más rápido sumergido que en la superficie durante hasta una hora, solo comparable en velocidad submarina a la clase I-201 era el subtipo alemán.

### Buques
En 1935, una misión técnica alemana llegó a Japón para firmar acuerdos y licencias para utilizar la tecnología del portaaviones clase Amagi para su uso en los portaaviones alemanes Graf Zeppelin y Flugzeugträger B (ambos posteriormente cancelados) de Deutsche Werke Kiel A.G.
También adquirieron los datos técnicos sobre las adaptaciones del Messerschmitt Bf 109T/E y Junkers Ju 87C/E, para su uso en dichos portaaviones. Esta tecnología también se aplicó en los siguientes aviones:
- Fieseler Fi 156
- Fieseler Fi 167
- Arado Ar 95/195
- Arado Ar 96B
- Arado Ar 197
- Heinkel He 50
- Avia B 534. IV

## Otras colaboraciones tecnológicas militares
Para poner esto en perspectiva, los japoneses también compraron licencias y adquirieron aviones (a veces individualmente y a veces en grandes cantidades) de la mayoría de los países occidentales. Estos incluyeron el Reino Unido (con el que mantuvo una estrecha relación hasta poco después del final de la Primera Guerra Mundial) y cuyos aviones De Havilland se utilizaron ampliamente, Francia, que suministró una gran variedad de aviones de todo tipo desde 1917 hasta el 1930, y cuyo caza Nieuport-Delage NiD 29 proporcionó al Servicio Aéreo del Ejército Imperial Japonés su primer avión de combate moderno, así como el sesgo hacia aviones extremadamente maniobrables. Los Estados Unidos suministraron el Douglas DC-4E y el Douglas DC-5, el North American NA-16 (precursor del T-6/SNJ) y otros, demasiados para enumerarlos. Esto dio como resultado que muchos aviones japoneses fueran descartados como copias de diseños occidentales, lo que a partir de 1935 rara vez fue el caso, excepto en los entrenadores y transportes ligeros donde el desarrollo podría acelerarse, siendo raras excepciones el Nakajima Ki-201 y el Mitsubishi J8M.

## Desarrollos posteriores
En 1944, Japón debía depender en gran medida del Acuerdo de Intercambio Técnico Nipón-Alemán, obteniendo derechos de fabricación, inteligencia, planos y, en algunos casos, estructuras de avión reales para varias de las nuevas armas aéreas de Alemania. Estos incluyeron el Me 163 Komet (desarrollado como Mitsubishi J8M Shusui), el motor a reacción de flujo axial BMW 003 (que fue reelaborado a los estándares japoneses como Ishikawajima Ne-20), información sobre el Me 262 que resultó en el Nakajima J9Y Kikka), datos sobre la serie Fiesler Fi-103R (que culminó con el desarrollo del Kawanishi Baika), e incluso datos sobre el interceptor de defensa puntual Bachem Ba 349 Natter.

### Nakajima Kikka
Artículo principal: Nakajima Kikka
Si bien el Nakajima Kikka tenía cierto parecido con el alemán Me 262, era solo superficial, a pesar de que los motores Ne-20 que impulsaban al Kikka eran el equivalente japonés del motor alemán BMW 003 que inicialmente impulsaba el prototipo Me 262. Además, el Kikka se concibió desde el principio no como un caza, sino como un bombardero de ataque especial y solo estaba armado con una carga útil de bombas. Se considera erróneamente que el registro de esta aeronave fue J9Y o J10N, aunque esta aeronave nunca se registró.